# Zastave naših očeva (2006.)
Zastave naših očeva ( engl. Flags of Our Fathers) je ratna drama redatelja  Clinta Eastwooda iz 2006. Film je nastao prema istoimenoj knjizi Jamesa Bradleyja i Rona Powersa o  Bitki za Iwo Jimu i dizanju zastave na Iwo Jimi. U glavnim ulogama nastupili su Ryan Phillippe, Adam Beach i Jesse Bradford. Sniman je kad i film Pisma s Iwo Jime, koji govori o istoj bitki iz japanske perspektive. Oba je režirao Eastwood.

## Radnja
Joe Rosenthal snimio je jednu od najslavnijih fotografija u povijesti tijekom Bitke za Iwo Jimu, tijekom  Drugog svjetskog rata. Slika prikazuje petoricu marinaca i jednog mornara koji dižu američku zastavu na brdu Suribachi, a postala je simbol američkog herojstva. Ali dok su gotovo svi tek vidjeli sliku, samo nekoliko Amerikanaca uistinu shvaća što ona predstavlja, a još manje ih zna tko su ljudi s fotografije.
Pisac James Bradley (Tom McCarthy) znao je da je njegov otac, John "Doc" Bradley, služio u Drugom svjetskom ratu, i da je bio jedan od muškaraca koji su podigli američku zastavu na ikonskoj fotografiji s Iwo Jime, te je često slušao priče kako je "Doc" bio ratni heroj. Ali njegov otac nikad nije htio pričati o svojim ratnim iskustvima, nikad nije imao sliku, a uz to je odbijao pričati o ratu. Nakon smrti Johna Bradleyja, James je čuo kako je njegov otac primio odličje mornarice za junaštvo. Ovo otkriće daje poticaj Jamesu da potraži veterane koji su se borili na Iwo Jimi i upita ih što se to dogodilo, i da sazna nešto više o ostaloj petorici muškaraca koji su se pojavili na slici.
Vojnici koji podigli zastavu stižu iz svih krajeva Amerike. Narednik Mike Strank (Barry Pepper) iz zapadne  Pennsylvanije, podoficir Harlon Block (Benjamin Walker) iz južnog Teksasa, Ira Hayes (Adam Beach), potomak američkih domorodaca iz  Arizone, Franklin Sousley (Joseph Cross) iz Kentuckyja, Rene Gagnon (Jesse Bradford) iz New Hampshirea i mornarički mrtvozornik John "Doc" Bradley (Ryan Phillippe) iz Wisconsina.
James Bradley saznaje kako je mnogo toga što je javnost "znala" o fotografiji i bitki bilo pogrešno. Većina Amerikanaca mislila je kako je zastava podignuta nakon završetka bitke, nakon što su američki marinci porazili Japance. Zapravo, zastava je dignuta petog dana 35-dnevne bitke, a trojica Amerikanaca koji su je podigli, poginuli su tijekom bitke.
Otok Iwo Jima bio je strateški važan: pružao je zračnu bazu za Japance, koji su mogli presretati B-29 bombardere, i zaklon za Japance koji su tu mogli držati pričuvne vojnike za hitne potrebe. Osvajanje otoka otklonilo bi ove probleme i pružilo bazu za eventualnu invaziju na japansko kopno. Prepolovila bi se udaljenost koju trebaju prijeći B-29 bombarderi, a bila bi to baza i za lovce P-51 Mustang koji bi pratili bombardere i štitili ih. Zbog svega toga, marinci su poslani da osvoje otok.
Bitka za Iwo Jimu bila je prva bitka 2. svjetskog rata koja se odigrala na japanskom tlu. Iwo Jima je bila i dio Japana, pa su japanski vojnici vjerovali kako brane svoje zemlju od stranih agresora. Japanci nisu imali nikakvih izgleda za pobjedu i to su znali. Sve što su htjeli je nanijeti što veće gubitke marincima, ali uopće nisu imali neki plan kako bi to napravili. Japanske snage sagradile su veliku mrežu tunela kroz cijeli otok, koja im je omogućavala dobar zaklon. Osim toga, mogli su kretati u brze, krvave napade na marince i vratiti se u sigurnost tunela. Američki marinci na Iwo Jimi su se borili protiv neprijatelja koje su rijetko mogli i vidjeti. Jedini način kako poraziti Japance bio je otkriti ulaze u njihove tunele i bunkere, i tada se polako približiti dovoljno blizu kako bi se ubacila granata, ugurala cijev puške ili bacač plamena. Bio je to spor i stravičan posao, ali marinci su izgubili više od 6000 ljudi prije nego što su osvojili otok.
Petog dana bitke američke snage zauzele su brdo Suribachi. Kontingent marinaca uzdigao je zastavu na vrhu brda, a uslikani su dok su je dizali. Ubrzo nakon toga, zapovjednik mornarice James Forrestal zatražio je da se zastava pošalje u Washington kao suvenir. Kad je zastava spuštena, stavljena je nova. Strank, Block, Sousley, Hayes, Gagnon i "Doc" bili su ljudi zaduženi za postavljanje nove zastave. Dok su je postavljali, fotograf Joe Rosenthal ih je uslikao. Nekoliko dana poslije, Rosenthalova fotografija objavljena je u novinama diljem Sjedinjenih Država. Mnogi Amerikanci koji su vidjeli fotografiju vjerovali su kako je to počast velikoj američkoj pobjedi, ali pobjeda je bila tjednima udaljena. Krvava bitka je i dalje bjesnila na Iwo Jimi, a trojica vojnika koji su podigli zastavu - Strank, Block i Sousley - poginuli su u akciji a da nisu znali za slavu koju je fotografija postigla.
Fotografija je postala simbol pa je ministarstvo rata shvatilo kako ona i ljudi s nje mogu imati veliku propagandnu vrijednost. Malo je potrajalo da bi se identificirali i našli ljudi s fotografije (kako je zastava podizana dva puta, s dvije različite ekipe ljudi, došlo je do zabune), ali kad su Hayes, Gagnon i "Doc" pronađeni, vraćeni su u SAD i poslani na PR turneju da promoviraju ratne napore. Maženi su i paženi te su postali zvijezde. Gagnonu se sviđala novonastala situacija, ali "Doc" nije volio biti u središtu pozornosti, dok je Hayes pokazivao znakove PTSP-a. Hayes je počeo piti, gonjen krivnjom što je preživio kad je toliko njegovih prijatelja poginulo.
Kad se rat završio, sva trojica odlučila su se povući iz vojske. Hayes se vratio u svoj stari rezervat za  Indijance u Arizoni, gdje je nastavio obilno piti i ostao siromašan. Nađen je mrtav u jarku nakon pijanke.
Gagnon se vratio u New Hampshire, gdje je proveo ostatak života obavljajući razne poslove. Budući da je uživao u statusu zvijezde, bio je ogorčen što od toga nije imao ništa i ljut što mu njegovih 15 minuta slave nikad nije donijelo bogatstvo ili veliki uspjeh.
"Doc" je bio jedini koji je imao skladan i normalan život nakon rata. Vratio se u rodni grad u Wisconsin, oženio se sa svojom simpatijom iz školskih dana, postao uspješan pogrebnik i podigao doličnu obitelj. Ali "Docu" su u sjećanju ostale razne ratne traume (na primjer, kad je vidio kako Japanci muče i osakaćuju njegovog najboljeg prijatelja, "Iggyja", što je htio zaboraviti). Spremio je sve svoje ratne uspomene (uključujući i odlikovanje za hrabrost koje je dobio kad je jurio kroz neprijateljsku vatru kako bi se pobrinuo za ranjenog marinca), ali nikad ih nikome nije pokazivao. Doc Bradley se nikad nije smatrao ratnim junakom, govoreći svakome tko bi pitao: "Junaci su oni koji se nisu vratili." Nikad si nije oprostio što nije uspio spasiti Iggyja. Na kraju, James Bradley završava svoju priču i kaže publici zašto se njegov otac i njegovi prijatelji nikad nisu smatrali junacima. Film završava s isječkom marinaca i mornara na plaži Iwo Jime koji odlaze na plivanje.

## Kritike i zarada
Film je zaradio pozitivne recenzije, a website rottentomatoes.com objavio je kako je 125 od 170 recenzija bilo pozitivno (74%).
Film je proglašen jednim od 10 najboljih u 2006. u izboru američkih kritičara. Eastwood je zaradio nominaciju za Zlatni globus za režiju. Film je bio nominiran za dva Oscara - za zvuk i montažu zvuka. Filmski kritičar Richard Roeper rekao je kako su Zastave naših očeva Eastwoodovo remek djelo, kao i dobitnici Oscara, Nepomirljivi i Djevojka od milijun dolara. Dodao je kako je film i patriotsko djelo koje odaje počast onima koji su se borili na Pacifiku, ali i zato što dovodi u pitanje službenu verziju istine, te nas podsjeća da superheroji postoje samo u stripovima i u crtanim filmovima.
Umjesto linearne priče kao u knjizi, film je prikazan kroz seriju flashbackova. Paul Haggis, scenarist filma, izjavio je kako nije mogao napraviti kronološku priču jer je knjiga "prevelika i predobra".
Manji broj veteranskih organizacija kritiziralo je film zbog izostavljanja vojnika crnaca. Zapravo, crni marinci mogu se vidjeti kad se planira misija i tijekom prvotnog slijetanja - kad odnose ranjenog crnog vojnika. Tijekom odjavne špice, u kojoj se prikazuju povijesne fotografije iz Bitke za Iwo Jimu, također se pojavljuju crni marinci. Ovo čini film povijesno vjerodostojnim, iako su crni vojnici koji su sudjelovali u bitki, često bili ograničeni na sporedne uloge, kao što je dobavljanje municije. To znači da nisu sudjelovali u većim napadima na otoku nego isključivo u obrambenim akcijama.
Unatoč dobrim kritikama, film je podbacio na blagajnama, zaradivši samo $65,897,496 u odnosu na budžet od 90 milijuna dolara.

## Zanimljivosti
- Film se snimao u  Chicagu, Los Angelesu, Washingtonu, na Iwo Jimi (samo dva tjedna) i u Sandviku, na Islandu. Island je odabran jer ima plaže s crnim pijeskom, kao Iwo Jima.
- Iwo Jima je kasnije digitalno kreirana za potrebe filma.

## Vanjske poveznice
- Službena stranica  Arhivirana inačica izvorne stranice od 7. studenoga 2006. (Wayback Machine)
- Find the Best Movies  Arhivirana inačica izvorne stranice od 29. svibnja 2007. (Wayback Machine) Trailer, recenzija, ocjena
- Recenzije filma  Arhivirana inačica izvorne stranice od 8. lipnja 2009. (Wayback Machine) na Metacritic.com
- Zastave naših očeva u internetskoj bazi filmova IMDb-a
- Trailer
- Intervju s Clintom Eastwoodom o filmu  Arhivirana inačica izvorne stranice od 17. svibnja 2007. (Wayback Machine)
- 3-D Stereo Photograph of Iwo Jima Flag-raising  Arhivirana inačica izvorne stranice od 5. prosinca 2006. (Wayback Machine) - From The Tampa Tribune and TBO.com
- Intervju s Jamesom Bradleyjem o filmu na eFilmCritic.com  Arhivirana inačica izvorne stranice od 27. rujna 2007. (Wayback Machine)
- Intervju s Barryjem Pepperom o filmu na eFilmCritic.com  Arhivirana inačica izvorne stranice od 27. rujna 2009. (Wayback Machine)
- Zastave naših očeva na Rotten Tomatoes
- Zastave naših očeva  Arhivirana inačica izvorne stranice od 29. rujna 2007. (Wayback Machine) lokacije snimanja na TheyFilmHere.com